# Дидык, Прасковья Герасимовна
Прасковья Герасимовна Дидык (5 ноября 1924 — 2000) — советская разведчица, а после войны деятель издательского дела Молдавской ССР.
В 1943—1945 годах разведчица разведотдела штаба 1-го Украинского фронта, совершила три разведвыхода.
Автор автобиографической повести «В тылу врага», по которой снято два фильма: «Марианна» (1967) и «Риск» (1970).

## Биография
Родилась 5 ноября 1924 года в селе Кульна Веке, Котовского района Украины (в то время Молдавская АССР) в крестьянской семье. Молдаванка.
Окончив семилетнюю школу, поступила в Молдавский педагогический техникум, но к 1941 году окончила только три курса. Член ВЛКСМ.

В ночь на 22 июня Тирасполь стали сильно бомбить. Выпускные экзамены мы сдавали уже в подвале Дворца бракосочетаний. А диплом я так и не получила… 28 июня, после экзаменов нас выстроили и сказали: «Кто готов идти на фронт — шаг вперед!» Из строя нас вышло пять человек: я, Маруся Руссу, Люба Слюсаренко, Паша Дидык и ещё одна девочка.— из воспоминаний однокурсницы Прасковьи Дидык по педучилищу Елены Михайловны Нисиченко

### В годы войны
В РККА с июня 1941 года, вначале была медсестрой, затем получила направление в школу радистов. В действующей армии с июля 1943 года.
Первый разведвыход совершила летом 1943 года, совершив парашютный прыжок на оккупированную фашистами территорию Украины, в район Полтавы, где была сформирована активная разведгруппа — в основном, из комсомольцев. Передавала в Центр ценные сведения — о движении немецких воинских частей, строительстве нового аэродрома, движении эшелонов. Была задержана немцами, но успешно прошла проверку, при этом умудрившись с допроса унести планшет с документами немецкого офицера. С большим трудом, будучи раненной, пробралась через линию фронта.
«За проявленное мужество и инициативу при выполнении спецзадания» 18-летняя разведчица была награждена первым орденом − Красной Звезды:

1 августа 1943 года авиадесантом была выброшена в тыл противника для выполнения задания. Находясь в тылу противника по 23 сентября 1943 года, добывала очень ценные данные о противнике и своевременно передавала их командованию через радиостанцию. Оставшись в тылу одна, без руководителя, умело и решительно принялась выполнять специальные задания по разведке самостоятельно. Когда кончилось питание радиостанции, она, проявляя инициативу, рискуя жизнью, перешла линию фронта и сообщила передовым частям наших войск ценные разведданные о положении войск противника.— из наградного листа за подписью Начальника Разведотдела штаба 1-го Украинского фронта, генерал-майора Виноградова, 31 октября 1943 года
Второй задание выполняла в районе оккупированного Киева.
Третий разведвыход совершила на территории Польши в Кракове, работала в роли жены обрусевшего немца, врача из Перми, работавшего в санчасти немецкого аэродрома. При проверке документов немецким патрулём была задержана, помещена в тюрьму гестапо, однако в тот же день тюрьма была атакована советскими партизанами Петра Вершигоры, освободившими узников.
14 апреля 1945 года Фронтовым приказом по 1-му Украинскому фронту радистка разведотдела штаба фронта старшина Дидык П. Г. награждена орденом Отечественной войны II степени:

Трижды авидесантом направлялась в глубокий тыл противника. За этот период она передала до 100 радиограмм с важными разведданными. В условиях жесткого режима, систематически подвергаясь риску, она своевременно обеспечивала радиосвязь. Дидык смелая разведчица, преданная Советской Родине.— из наградного листа за подписью и.д. начальника агентурного отделения Разведотдела штаба фронта гвардии майора Харлампиди, 21 марта 1945 года
Демобилизована в апреле 1945 года. В 1985 году награждена вторым орденом Отечественной войны II степени.

### После войны
После войны окончила исторический факультет Кишиневского пединститута. Член КПСС с 1948 года, окончила Высшую партийную школу.
Жила в Кишинёве, работала в Госиздате Молдавской ССР, ответственным секретарем журнала «Фемея Молдовей» («Женщина Молдавии»).
Умерла в 2000 году, похоронена на Центральном кладбище города Кишинёва.

## Повесть «В тылу врага»
В 1959 году написала воспоминания о войне повесть «В тылу врага», в 1960—1980-е годы книга была многократно переиздана в Молдавской ССР.
По повести снято два художественных фильма: по первой части фильм «Марианна» (1967) и по второй части продолжением — фильм «Риск» (1970).

Итак, перед нами записки девушки-молдаванки; ушедшей на фронт добровольцем, сначала в медсанбат, а потом ставшей разведчицей-парашютисткой. Читатель книги, конечно, сразу поймет, что Мариана Флоря, о которой повествуется в этих записках, и ее автор Прасковья Дидык — по существу в большинстве случаев одно и то же лицо и забудет на первых же страницах эту наивную скромность, в которой право же нет и доли ханжества. Может быть, он догадается и о том, что уж очень много необычного выпало на долю советской девушки, если она решила рассказать о самом сокровенном от третьего лица, как бы отрекаясь от самой себя. Ну, что ж, это дело автора и право автора. — Герой Советского Союза Петр Вершигора, из предисловия к книге издания 1960 года
В 1962 году в журнале «Крокодил» был опубликован фельетон о махинациях с гонорарами в молдавском издательстве «Картя молдовеняска», где в том числе было указано, что роман П. Дидык «В тылу врага» написан не ей самой, а «группой литераторов по её устным рассказам». По изложенным фактам ЦК КП Молдавии провёл проверку, материалы которой передали в журнал. Редколлегия журнала признала, что касательно Дидык журналист «не разобрался в фактах и представил искажённые сведения». Автору фельетона В. Титову был объявлен строгий выговор.